# Balthasar Hubmaier
Balthasar Hubmaier (Friedberg, 1480 – Vienna, 10 marzo 1528) è stato un teologo tedesco.
Già prete cattolico, assunse posizioni di riforma radicale fino a essere bruciato sul rogo a Vienna per anabattismo.

## Biografia

### Prete cattolico

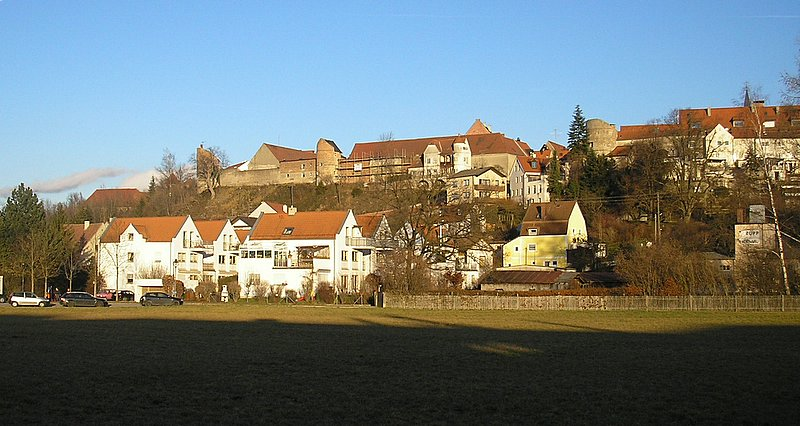
Veduta di Friedberg

Nacque nel 1480 a Friedberg, piccola località presso Augusta, in Baviera, probabilmente in una famiglia di modesti contadini. Dopo aver compiuto i primi studi ad Augusta, nel 1503 s'iscrisse all'Università di Friburgo, dove divenne discepolo di Johannes Eck, il noto controversista cattolico, avversario di Lutero. Per potersi pagare gli studi, nel 1507 Hubmaier fu anche insegnante a Sciaffusa e prese il diploma nel 1510, anno nel quale fu ordinato sacerdote.
Seguì il suo maestro a Ingolstadt per studiarvi teologia e qui conseguì la laurea nel 1512: fu predicatore della chiesa universitaria e nel 1515 divenne prorettore dell'Università, nominalmente retta dal margravio Federico di Brandeburgo.
Nel 1516 fu nominato predicatore della cattedrale di Ratisbona, città dove da tempo gli ebrei erano perseguitati. Hubmaier ebbe una parte nella campagna antisemita che si concluse con l'espulsione di tutta la comunità ebraica: la sinagoga fu trasformata in chiesa e intitolata, per sua iniziativa, alla Madonna e da quel giorno si registrarono un gran numero di miracoli. Hubmaier ne contò 55: in tal modo, alla chiesa giunsero ricche donazioni e si misero in marcia verso Ratisbona folle di pellegrini, il cui fanatismo finì per provocare disordini nella città.
Le polemiche che seguirono questi fatti cui non furono estranee le gelosie dei domenicani di Ratisbona lo convinsero a lasciare il suo incarico per trasferirsi, nella primavera del 1521, nella parrocchia di Waldshut, cittadina soggetta agli Asburgo. Fu qui che egli fu raggiunto dalle novità della Riforma propugnata da Lutero: ne lesse le opere e, alla luce di quegli scritti, riprese lo studio del Nuovo Testamento.

### Il passaggio alla Riforma

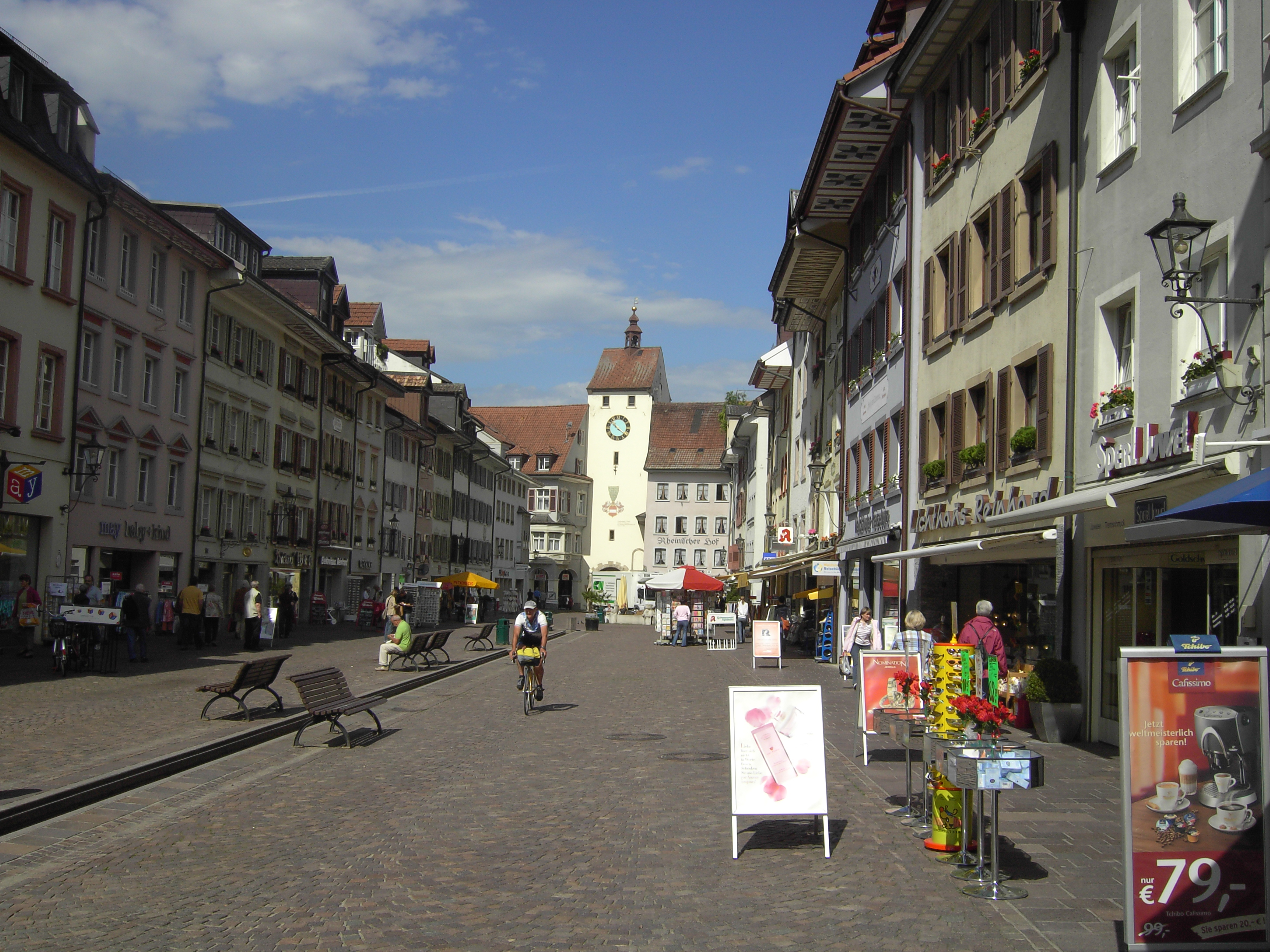
Il centro storico di Waldshut

Nel 1523 entrò in corrispondenza con il riformatore svizzero Zwingli, che allora concordò con lui sulla questione del battesimo, che si sarebbe dovuto riservare solo agli adulti. In ottobre Hubmaier partì per Zurigo, per partecipare al sinodo nel quale si prese posizione contro la messa, così come era intesa tradizionalmente il rinnovo del sacrificio di Cristo e contro il culto delle immagini, proibito dalle Scritture.
Ormai conquistato alla Riforma, a Waldshut predicava pubblicamente le nuove idee, ottenendo il consenso della maggior parte dei suoi parrocchiani e dello stesso Consiglio della città, ma non quello delle autorità imperiali e del vescovo di Costanza che richiedevano la sua cacciata dal clero e la sua espulsione da Waldshut. In un primo tempo queste richieste rimasero senza effetto e Hubmaier poté continuare la sua opera di proselitismo: preparò una serie di 18 articoli che dovevano fornire la base di un pubblico dibattito nel quale intendeva coinvolgere il clero rimasto cattolico. Tra gli articoli, proponeva che:
- 1. «La sola fede ci fa giusti dinnanzi a Dio»
- 2. «Questa fede è la conoscenza della misericordia di Dio, che egli ci ha manifestato donandoci il suo unigenito figliolo»
- 3. «Questa fede non può restare morta, ma deve manifestarsi verso Dio in ringraziamento, verso i nostri simili in opere di amore fraterno»
- 5. «La messa non è un sacrificio, ma è la commemorazione della morte di Cristo»
- 8. «Come ogni cristiano dovrebbe credere ed essere battezzato per se stesso, così è suo privilegio giudicare con le Sacre Scritture se il pane e il vino gli sono dati rettamente dal suo pastore»
- 13. «È dovere dei membri della chiesa, ai quali è chiaramente predicata la parola di Dio, di provvedere cibo e vesti per i ministri»
- 15. «Proibire ai preti di sposarsi e chiudere un occhio sulla loro licenza carnale è come mandar libero Barabba e mettere a morte Cristo»
- 16. «Far promessa di castità confidando nella forza dell'uomo non è altro che volare sopra il mare senza ali»

Hubmaier mise anche in pratica le sue proposizioni nella sua parrocchia, eliminando il latino dalle funzioni religiose, rendendo facoltativo il digiuno settimanale e rifiutando il celibato ecclesiastico. Nel frattempo, si facevano più forti le proteste dei cattolici e le autorità di Vienna minacciarono l'uso della forza delle armi per ripristinare le antiche funzioni e ottenere l'espulsione di Hubmaier il quale, a quel punto, preferì abbandonare la città.

### I primi scritti

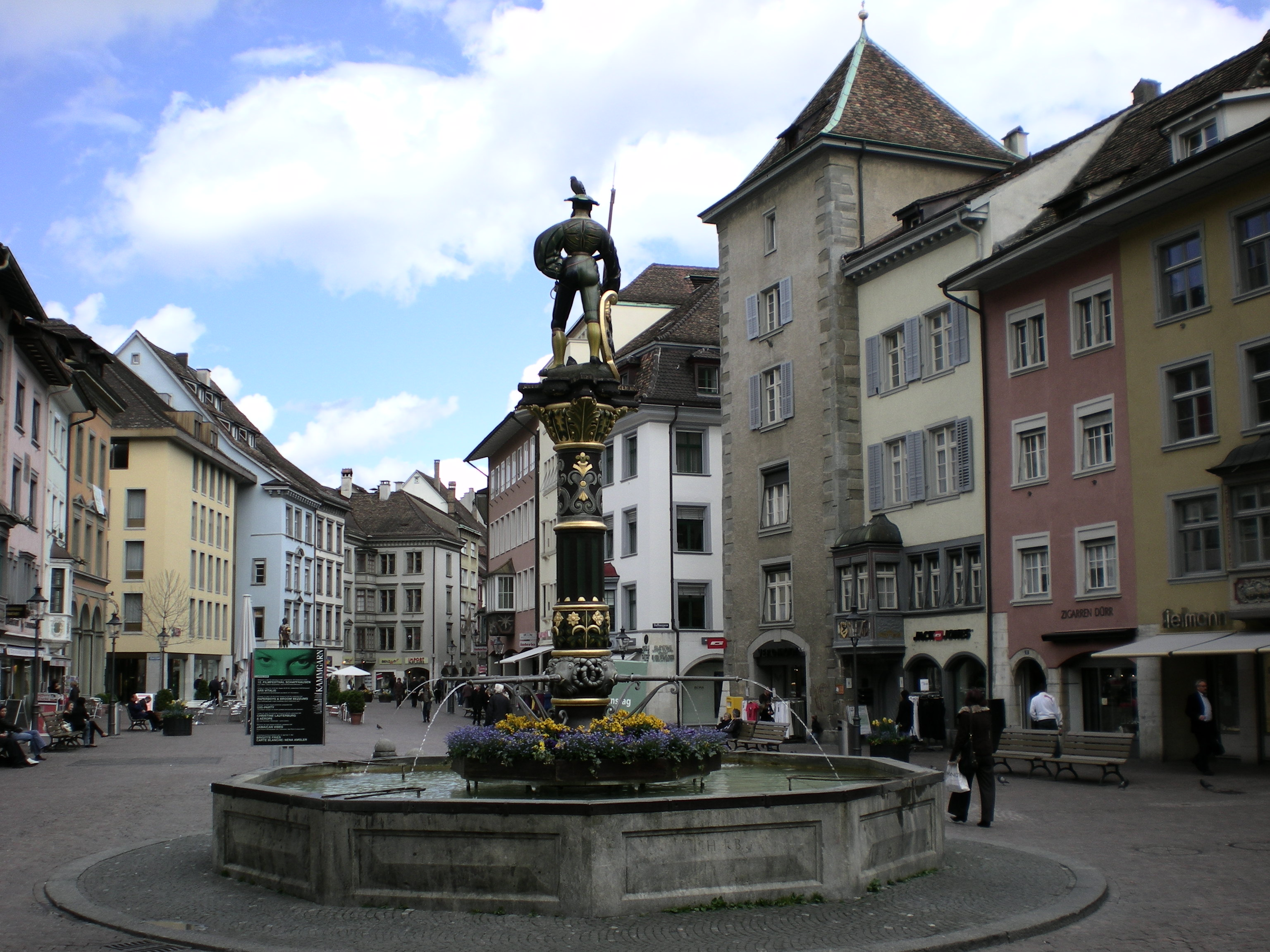
Sciaffusa: il centro della città

Il 1º settembre del 1524 raggiunse Sciaffusa che, situata in territorio svizzero, rifiutò l'estradizione richiesta dal governo di Vienna. Qui mise mano ai suoi primi scritti: in tre Erbietungen (Offerte), ribadiva la sua volontà di rimanere fedele all'operato svolto a Waldshut, mentre con Von Ketzern und ihren Verbrennern (Sugli eretici e su chi li brucia), un opuscolo redatto in trentasei proposizioni, egli respingeva le accuse di eresia.
Nel primo articolo Hubmaier premette che «eretici sono coloro che in modo empio contrastano con la Scrittura», e nel secondo aggiunge che sono anche eretici «quelli che gettano un velo sulla Scrittura e la interpretano in modo diverso da come lo Spirito santo esige, come sono coloro che ovunque interpretano concubina con beneficio, pascere con dominare, chiesa con Roma, e ci costringono a credere a queste chiacchiere». In ogni caso, gli eretici non si possono bruciare perché Cristo non ha mai insegnato una cosa simile ma occorre confrontarsi con loro con «sante testimonianze, non rissosamente, ma dolcemente». Pertanto, «gli inquisitori sono i più grandi eretici, dal momento che, contro gli insegnamenti e l'esempio di Cristo, condannano gli eretici al fuoco e prima del tempo strappano il grano insieme con la zizzania» né, aggiunge Hubmaier all'articolo 20, è un'attenuante «come essi cianciano, il fatto che gli empi siano consegnati al braccio secolare, perché chi consegna in questo modo pecca ancor più gravemente», secondo quanto riporta l'evangelista Giovanni.

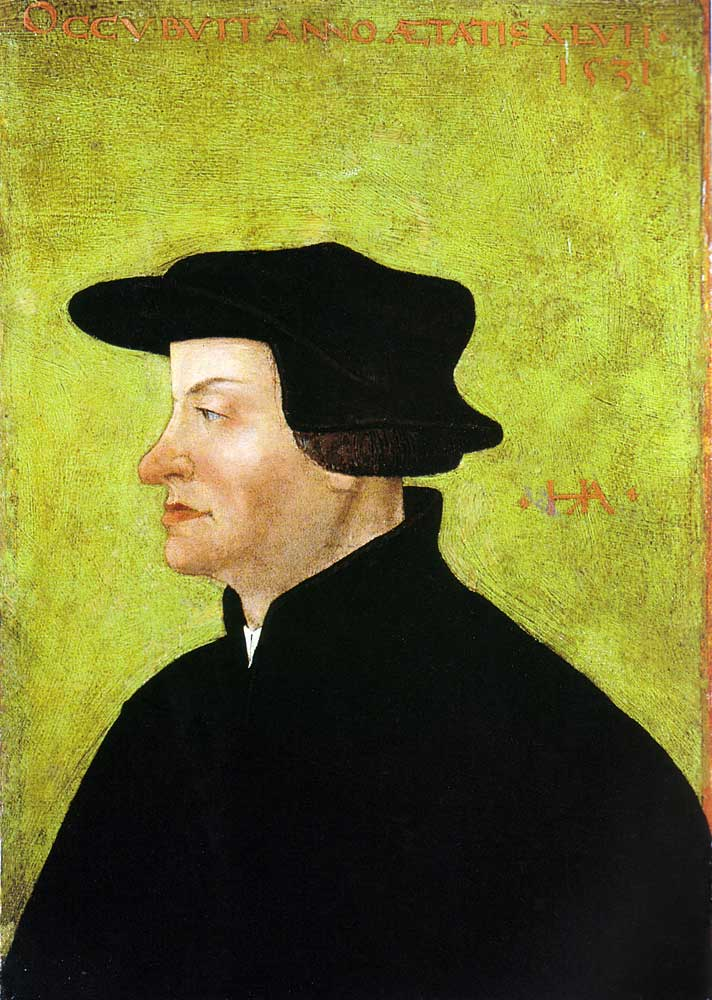
Hans Asper: Zwingli

Né l'autorità religiosa né quella civile ha dunque il diritto di utilizzare la pena di morte contro gli eretici: «ogni cristiano ha certo una spada contro gli empi, che è la parola di Dio, ma non una spada contro i malvagi», e l'autorità civile può bensì punire con la morte i criminali che uccidono gli innocenti, come insegna Paolo, ma non può colpire gli eretici, perché «Dio può avvedutamente trarre bene dal male» e tanto più forti sono le tentazioni, tanto più grande si fa la fede. Se «la legge di bruciare gli eretici è un'invenzione del diavolo», è sciocco bruciare i loro libri: «è cosa da niente bruciare dell'innocente carta, ma indicare gli errori e confutarli con la Scrittura è sapienza». L'opuscolo si conclude con una frase cara a Hubmaier, «la verità è immortale».
Terzo scritto di questo periodo, questa volta in latino ma con un titolo ancora ironico, sono gli Axiomata, cioè le tesi che la «mosca» Hubmaier, ora «fratello in Cristo di Zwingli», propose al vecchio maestro cattolico Johannes Eck, l'«elefante». Il tema proposto è in qualche modo lo sviluppo conseguente dello scritto precedente: Hubmaier si chiede chi possa giudicare i dissensi che si verificano nelle questioni religiose.
La sua risposta è che spetti alla chiesa risolvere i contrasti, in quanto essa sia «concepita nella parola di Dio e partorita dalla fede». Per evitare che le dispute si risolvano in «schiamazzi disordinati» si possono eleggere alcuni uomini autorevoli per fede e dottrina, in quanto ammaestrati e ispirati da Dio, «non perché giudichino della verità della Parola, che è eterna e immutabile», ma perché indichino quale delle due parti in conflitto colga meglio il senso della Scrittura: la Scrittura, ossia la parola di Cristo, è l'unica autorità, non «le leggi papistiche, i Concili, i Padri, le Scuole». La Scrittura va esaminata con l'intento di chiarire i passi che risultano oscuri, senza «disputare fino alla raucedine con profane novità di termini e risse di parole».

### La guerra dei contadini
Intanto in giugno, i contadini di Steinheim, vicino a Memmingen, nella Svevia, si ribellarono ai loro feudatari, rifiutando di pagare imposte e decime. Subito dopo si rivoltarono anche i contadini del cantone svizzero della Turgovia, ma le loro proteste furono ridotte al silenzio dalla repressione del governo federale. In agosto fu la volta dei contadini di Stühlingen: la loro rivolta segna l'inizio della guerra dei contadini tedeschi in Germania.
Pur soggetti al langravio, essi rifiutarono il pagamento delle imposte e le corvée e, riunitisi in bande sotto la direzione di Hans Müller von Bulgenbach, il 24 agosto 1524 marciarono su Waldshut e si unirono agli abitanti borghesi compresi della cittadina asburgica, già in conflitto con il governo austriaco. Per il mantenimento della lega si impose la ragguardevole tassa settimanale di tre kreuzer e si cercarono alleati in Alsazia e in Franconia. Le loro rivendicazioni economiche erano strettamente legate alle parole della Scrittura: così l'abolizione dell'imposta sul bestiame era giustificata dal fatto che «il Signore Iddio ha creato il bestiame per l'uomo senza farlo pagare» o la servitù dell'uomo era uno scandalo «poiché Cristo ci ha riscattato e liberato senza eccezioni, dal pastore ai benestanti, versando il suo prezioso sangue. Per la Scrittura, noi siamo e vogliamo essere liberi».
In questa nuova situazione, Hubmaier lasciò Sciaffusa dove aveva conosciuto anche Thomas Müntzer, e in ottobre fece ritorno a Waldshut, dove fu accolto con grandi manifestazioni di giubilo e fu reintegrato nel suo posto di pastore della comunità.

### L'adesione all'anabattismo

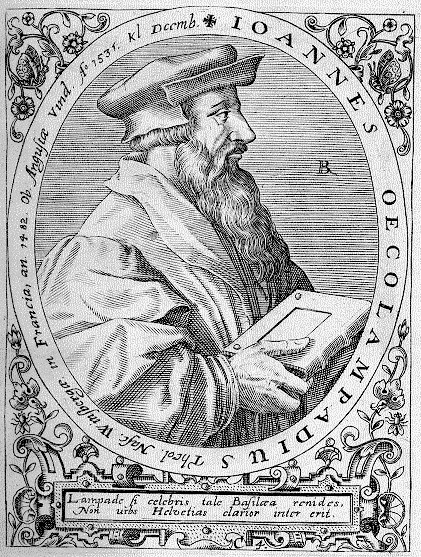
Johannes Oekolampadius

Il 13 gennaio 1525 sposò una donna di Reichenau, Elsbeth Hügoline, che condividerà in pieno la sua sorte. A Waldshut continuò a mettere in pratica le riforme liturgiche, con l'abolizione della messa e il rifiuto del battesimo ai bambini, a meno che i genitori non lo ritenessero indispensabile. Su tale questione Hubmaier si espresse nella lettera inviata al teologo riformato Giovanni Ecolampadio il 16 gennaio 1525: «Il significato di questo segno e simbolo, l'impegno della fede fino alla morte nella speranza della resurrezione nella vita a venire, deve essere considerato ben più che un segno. Questo significato non ha niente a che fare con i bambini, per i quali il battesimo non ha realtà».
Il giorno dopo si svolse a Zurigo il confronto tra Zwingli e i suoi seguaci da una parte e gli anabattisti Georg Blaurock, Felix Manz, Conrad Grebel e Wilhelm Reublin dall'altra: il tema consisteva nel riconoscimento del reale valore del battesimo impartito ai bambini. La comunità di Zurigo si espresse a favore di Zwingli: quando venne a conoscenza del risultato, Hubmaier scrisse l'Oeffentliche Erbietung (Aperto appello), con il quale prendeva le distanze dal riformatore svizzero sfidando chiunque a dimostrargli pubblicamente che le Scritture avessero mai previsto il battesimo dei bambini.
Il suo passaggio formale all'anabattismo avvenne il 16 aprile 1525, giorno di Pasqua: Hubmaier fu battezzato, insieme a molte altre decine di cittadini di Waldshut, da Wilhelm Reublin. Questi, dopo il confronto avuto con Zwingli in gennaio, era stato espulso da Zurigo con tutta la piccola comunità anabattista. Si era allora recato a Hallau, poi a Griessen, dove incontrò Thomas Müntzer, e di qui a Waldshut.
Dal giorno successivo lo stesso Hubmaier cominciò a battezzare centinaia di adulti della città: cerimonie molto semplici, senza alcuna solennità esteriore, con l'acqua del battesimo raccolta in un secchio dalla fontana della piazza.
Allo scritto di Zwingli Sul battesimo Hubmaier rispose con il suo Von dem christenlichen Tauff der Glaübigen (Del battesimo cristiano dei credenti). Ripreso un passo della prima lettera dello pseudo-Pietro il battesimo è «la richiesta di buona coscienza presso Dio» ricava come solo un adulto consapevole possa sottomettersi «al battesimo d'acqua, dicendo che egli crede ed è certo nel suo cuore che i suoi peccati sono perdonati». Non solo: il battesimo è anche il segno esteriore di «testimonianza da cui i fratelli e le sorelle possano riconoscersi l'un l'altro benché la fede sia soltanto nel cuore». Il battesimo dei bambini «ci deruba del vero battesimo ed è come una insegna davanti a un'osteria in cui non c'è vino», e il fatto che la Scrittura non lo vieti esplicitamente non significa nulla: se è per quello, «io potrei allora battezzare il mio cane o il mio asino».

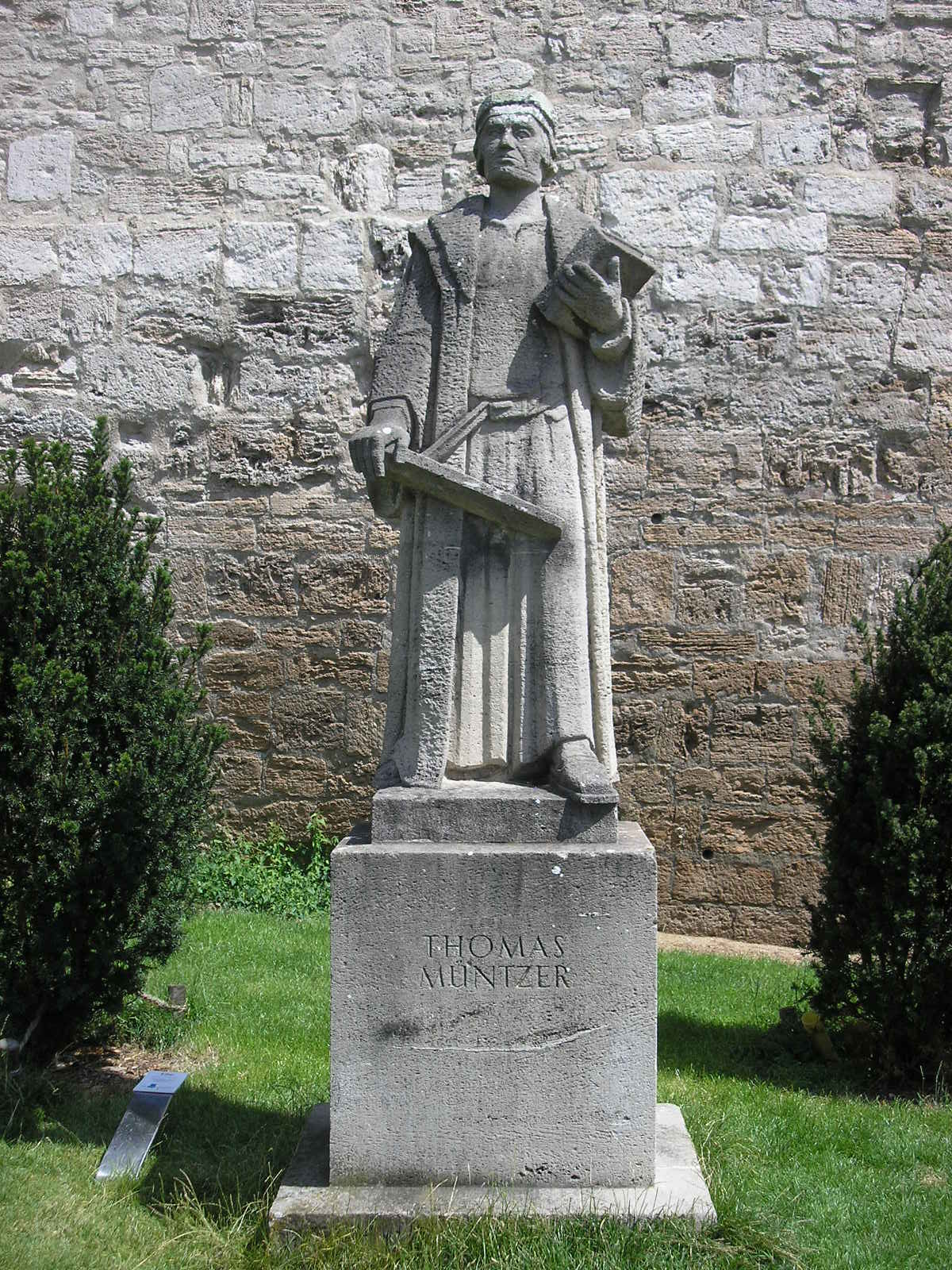
Mühlhausen: monumento a Müntzer

Zwingli pubblicò il 5 novembre la sua risposta a Hubmaier, il quale replicò ancora con il suo Ein Gespräch auf Meister Ulrich Zwinglis Taufbüchlein von dem Kindertauf (Discorso sull'opuscolo del maestro Ulrich Zwingli circa il battesimo dei bambini), che fu però pubblicato soltanto l'anno dopo a Nikolsburg, in Moravia, senza riuscire a ottenere risonanza. Del resto, ogni conciliazione sulla questione era impossibile: gli anabattisti erano coloro che appoggiavano la rivolta dei contadini, che divampava in quell'anno in tutta la Germania, e venivano maledetti da tutte le confessioni riformate in questo d'accordo con i cattolici quali agenti del diavolo.
Quanto a Hubmaier, egli appoggiò certamente la rivendicazioni contadine, pur senza prendere parte attiva nella guerra come fecero un Müntzer o un Pfeiffer. Cronisti e polemisti del tempo lo riconobbero come solidale con la causa contadina fino a farne uno degli estensori dei Dodici articoli, il manifesto dei contadini rivoluzionari, insieme con Cristopher Schappler e Sebastian Lotzer. Resta il fatto che « Waldshut egli fu in stretta alleanza con i contadini, li aiutò e fu aiutato da loro. Egli assistette i cittadini di Waldshut con il proprio consiglio e li aiutò a scrivere lettere. Ampliò gli articoli che giungevano nelle sue mani dall'esercito contadino, li interpretò e disse alla gente di accettarli in quanto cristiani e ragionevoli».
All'accusa di essere un comunista, rispose che «un uomo deve sempre preoccuparsi del suo simile, affinché chi ha fame sia nutrito, chi ha sete abbia da bere, chi è nudo sia vestito. Perché noi in verità non siamo padroni di quel che possediamo, ma gli amministratori e i dispensatori. Nessuno sostiene che si debbano prendere i beni di un altro e metterli in comune, ma piuttosto che gli si lasci la tunica e anche il mantello».
Alla fine dell'anno la guerra volse al peggio per i contadini male armati contro gli eserciti professionali dei nobili: quando nel circondario di Waldshut gli austriaci, ottenuta una facile vittoria a Griessen, il 5 dicembre 1525 entrarono in città, vi repressero il movimento anabattistico e restaurarono il culto cattolico, Hubmaier, la moglie e alcuni amici erano già fuggiti a Zurigo.

### La prigionia a Zurigo

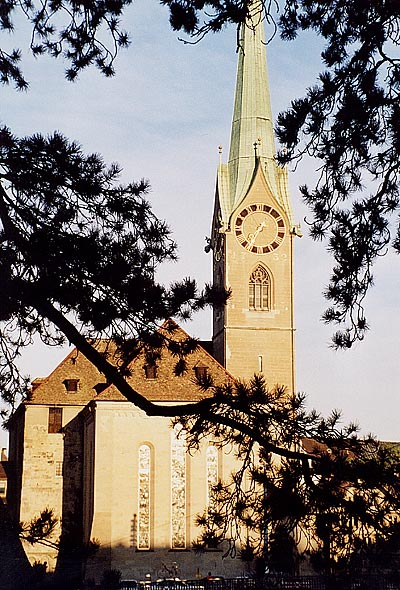
La chiesa di Fraumünster

Hubmaier sapeva che Zurigo non era una città accogliente per gli anabattisti: infatti vi entrò clandestinamente e vi si nascose, ma fu scoperto qualche giorno dopo e arrestato. Chiese allora un confronto pubblico con Zwingli che gli fu accordato e che si svolse il 21 dicembre. Il tema era sempre quello del battesimo: entrambi, al termine della disputa, cantarono vittoria, ma quel che contava era il giudizio del Consiglio cittadino, che naturalmente diede torto a Hubmaier e gli impose di ritrattare le sue opinioni o di lasciare immediatamente la città.
Alternativa penosa: a Zurigo avrebbe dovuto rinunciare a manifestare alle proprie idee, fuori di Zurigo avrebbe messo a repentaglio la propria vita e quella della moglie Elsbeth. Accettò di abiurare ma la ritrattazione scritta doveva essere da lui letta dal pulpito della chiesa di Fraumünster il 5 gennaio 1526, dopo il sermone di Zwingli. Ma quel giorno Hubmaier non se la sentì di scendere a patti con la propria coscienza e, con gran scandalo degli astanti, fece l'apologia del battesimo degli adulti. Trascinato a forza giù dal pulpito, fu nuovamente imprigionato.
Nella prigione della Wasserturm fu torturato per strappargli la ritrattazione, e in aprile fu esibito in pubblico ad abiurare pubblicamente le proprie convinzioni. Ottenne così di rimanere a Zurigo, ma a costo del disprezzo di avversari e di diversi amici, che non gli perdonarono la sua debolezza finché, divenutagli intollerabile la città, a maggio abbandonò Zurigo e con Elsbeth si diresse a Costanza, da dove passò ad Augusta.
Qui prese contatto con i pochi anabattisti del luogo, incontrò Hans Denck e lo battezzò, lasciandolo a capo della comunità augustana e riprese il cammino per Ingolstadt e per Ratisbona. Attraversata pericolosamente l'Austria, in luglio giungeva finalmente a Nikolsburg, in quella terra di Moravia che sembrava in qualche misura ancora libera dall'intolleranza religiosa.

### A Nikolsburg

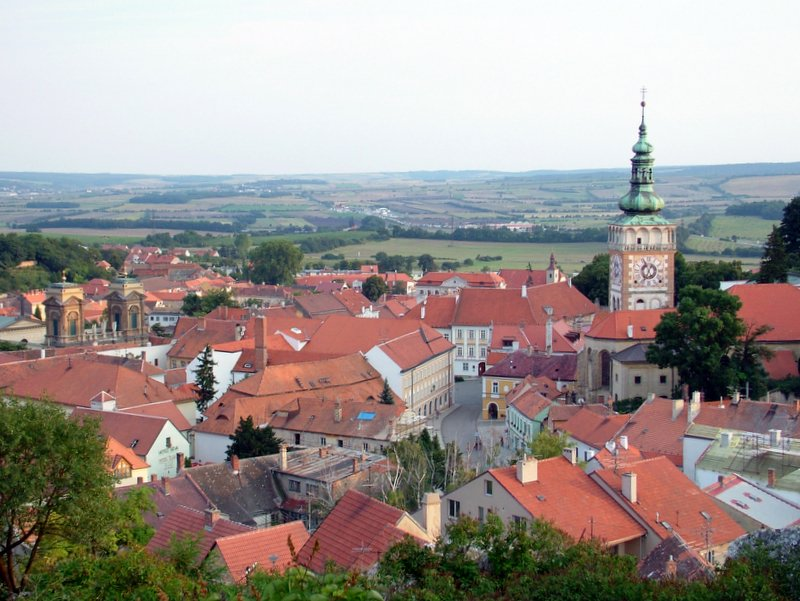
Centro storico di Nikolsburg, oggi Mikulov

In Moravia convivevano allora, oltre la confessione cattolica, diverse confessioni riformate le quali, in un sinodo tenuto ad Austerlitz nel marzo del 1526, avevano raggiunto un accordo stabilendo principi di fede comuni, in modo da evitare polemiche e dissidi. A Nikolsburg, cittadina situata al confine con l'Austria, esisteva, protetta dal nobile locale Leonhard von Liechtenstein, una chiesa d'ispirazione luterana.
In breve tempo, Hubmaier riuscì a trasformare quella chiesa in una comunità anabattista, senza provocare lacerazioni tra la popolazione, grazie all'adesione del barone Leonhard e degli stessi pastori luterani Hans Spittelmaier, Oswald Glait e Martin Göschl, quest'ultimo ex vescovo cattolico di Olmütz.
Il successo ottenuto attirò presto a Nikolsburg molti profughi anabattisti dall'Austria e dalla Germania, così che si è calcolato che la comunità anabattista ammontasse alla ragguardevole cifra di circa 12.000 persone. La novità introdotta da Hubmaier a Nikolsburg e la presenza di tanti emigrati, con sensibilità e culture diverse, rese necessario un attivo impegno di sistemazione dottrinale attraverso la pubblicazione di numerosi opuscoli.
Oltre a pubblicare il Gespräch auf Meister Ulrich Zwinglis Taufbüchlein von dem Kindertauf, già in parte composto a Waldshut, ove aggiunse le notizie sulla drammatica esperienza passata a Zurigo, sul battesimo dei Hubmaier compose il Gespräch der Prädikanten zü Basel und Balthasar Huebmörs von dem Kindertauf (Dialogo tra i predicatori di Basilea e Balthasar Hubmaier intorno al battesimo), e il Der uralten und gar neuen Lehrer Urteil, das man die Kinder nicht taufen solle, bis sie in Glauben unterrichtet sind (Il giudizio degli antichissimi e nuovissimi dottori, per i quali non si devono battezzare i bambini finché non siano istruiti sulla fede), due risposte al Dialogo dei predicatori di Basilea di Ecolampadio, il quale aveva sostenuto che la tradizione ecclesiale, da Agostino in poi, conferma la liceità del battesimo degli infanti. A questa affermazione, Hubmaier oppone che la tradizione, per essere valida, deve essere conforme alla Scrittura e non sui concili e sui padri della Chiesa che si deve fondare la fede.
Sul battesimo Hubmaier compose anche l'Eine christliche Lehrtafel, die ein jeder Mensch, bevor er im Wasser getauft wird, wissen soll (Sinossi della dottrina cristiana che ognuno dovrebbe conoscere prima di venire battezzato nell'acqua), che ha la forma di un dialogo tra i due signori di Nikolsurg, Leonhard e Hans von Liechtenstein, l'Eine Form zu taufen in Wasser die im Glauben interrichteten (Regola per battezzare chi è stato istruito nella fede), e il Grund und Ursach, das ein jeglicher Mensch, der in seiner Kindheit getauf ist, schuldig sei, sich recht nach der Ordnung Christi taufen zu lasse, ob er schon 100 Jahre wäre (Fondamento e ragione per la quale chi è stato battezzato da bambino è tenuto a ribattezzarsi rettamente secondo l'ordine di Gesù Cristo, anche se avesse cento anni).
I Zwõlf Artikel des christlichen Glaubens zu Zürich im Wasserthurm betweis gestellt (Dodici articoli della fede cristiana esposti in forma di preghiera nella Wasserthurm di Zurigo), già scritti durante la sua prigionia a Zurigo ma stampati solo nel 1527, sostengono la necessità che i cristiani aderiscano attivamente alla chiesa: la fede viene garantita dal battesimo e della comunione, e i credenti devono impegnarsi a rispettarli secondo una «disciplina fraterna».
La comunione, cioè la Cena di Cristo, è la commemorazione della passione e della morte di Cristo, durante la quale non avvengono miracolose trasformazioni di materia: il pane resta pane e il vino si mantiene vino, come per Zwingli. Nel Ein einfältiger Unterricht auf die Worte, 'das ist der Leib mein' in Nachtmahl Christi (Un semplice insegnamento sulle parole 'questo è il corpo' nella Cena di Cristo), del 1526, Hubmaier ricorda che il pane rappresenta il corpo di Cristo, rompendo il quale i credenti ricordano la sua morte. Anche nella Eine Form des Nachtmahls Christi (Forma della Cena di Cristo), del 1527, Hubmaier ritorna sull'argomento e aggiunge una serie di regole sulla celebrazione pratica della comunione.
Al tema della libertà dell'uomo è dedicato il piccolo trattato Von der Freheit des Willens (Sulla libertà della volontà), pubblicato nel 1527. Da un passo di Paolo, deduce che l'essere umano sia composto di spirito, di anima e di corpo, a ciascuna delle quali appartiene una distintà volontà. Le tre volontà erano libere prima della caduta di Adamo: con il peccato originale, furono corrotti il corpo, simboleggiato, secondo Hubmaier, in Eva, e l'anima, simboleggiata in Adamo.
Mentre la carne è «incapace di bene e morta», e l'anima è malata, soggetta alla carne, lo spirito è rimasta intatto, ma è incapace di fare alcunché, «tranne che rendere testimonianza interiormente alla santità contro il peccato e gridare verso Dio, incessantemente, come un prigioniero». Con la grazia, l'anima riacquista la sua libertà, mentre con la parola di Cristo riceve anche la conoscenza del bene e del male, e può così comandare alla carne. A questo punto, il peccato originale è cancellato e l'uomo diviene personalmente responsabile del proprio comportamento: «da ora in poi ogni anima che pecca deve portare il proprio peccato. È lei la colpevole, non Adamo, Eva, la carne, il peccato, la morte, il diavolo. Tutte queste cose, grazie alla potenza di Dio, sono state catturate incatenate, vinte».
La restaurazione del libero arbitrio nel cristiano rigenerato dalla parola di Dio è ribadita da Hubmaier nel suo Das ander Büchlein. L'uomo non è schiacciato dall'onnipotenza della volontà di Dio, come affermano i sostenitori del «servo arbitrio»: in Dio possiamo distinguere, secondo Hubmaier, due volontà: la voluntas absoluta propriamente onnipotente e nascosta all'uomo e la voluntas revelata, mostrata agli uomini da Cristo, che non interferisce nelle libere scelte dell'uomo. Dio vuole che gli uomini si salvino: «questo deve essere fatto secondo la sua volontà, e perciò la questione è se noi vogliamo o non vogliamo salvarci».

### Morte
Nel luglio del 1527 gli uomini del re Ferdinando arrestarono Balthasar e il 10 marzo 1528, a Vienna, fu bruciato sul rogo. Tre giorni dopo annegarono nel Danubio sua moglie, con una pietra legata intorno al collo.

## Opere
- Erbietungen, 1524
- Von Ketzern und ihren Verbrennern, 1524
- Axiomata quae Baldasar Pacimontanus, musca, Huldrychi Zwinglij in Christo frater, Ioanni Eckio Ingolstadiensi Elephanto, magistraliter examinanda proposuit, Zürich, Christopher Froschauer 1524
- Oeffentliche Erbietung, 1525
- Von dem christenlichen Tauff der Glaübigen, 1525
- Ein Gespräch auf Meister Ulrich Zwinglis Taufbüchlein von dem Kindertauf, 1526
- Eine christliche Lehrtafel, die ein jeder Mensch, bevor er im Wasser getauft wird, wissen soll, 1526
- Ein einfältiger Unterricht auf die Worte, 'das ist der Leib mein' in Nachtmahl Christi, 1526
- Eine Form des Nachtmahls Christi, 1527
- Ein Gespräch der Prädikanten zü Basel und Balthasar Huebmörs von dem Kindertauf, 1527
- Der uralten und gar neuen Lehrer Urteil, das man die Kinder nicht taufen solle, bis sie in Glauben unterrichtet sind, 1527
- Eine Form zu taufen in Wasser die im Glauben unterrichteten, 1527
- Grund und Ursach, das ein jeglicher Mensch, der in seiner Kindheit getauft ist, schuldig sei, sich recht nach der Ordnung Christi taufen zu lassen, ob er schon 100 Jahre alt wäre, 1527
- Zwõlf Artikel des christlichen Glaubens zu Zürich im Wasserthurm betweis gestellt, 1527
- Von der Freheit des Willens, 1527
- Das ander Büchlein, 1527